# نبرد رأس‌العین
نبرد رأس‌العین یا نبرد راسائنا نام جنگی از جنگ‌های تاریخی میان امپراتوری ساسانیان و امپراتوری روم بوده است. در نزدیکی رأس‌العین، رومی‌ها توانستند به فرماندهی تیمستیوس ساسانیان را شکست دهند که در نهایت به بازپس‌گیری شهرهای الحضر، نصیبین و حران توسط امپراتوری روم انجامید.

## پیامدها
به دنبال این پیروزی، لژیون‌های رومی نصیبین را پس‌گرفتند و از طریق خابور تا فرات پیشروی کردند و حتی قصد داشتند تیسفون را تصرف کنند. با این حال، ارتش گوردیان در نبرد مشیک در سال ۲۴۴ شکست خورد و امپراتور روم در طول نبرد کشته شد.